# Прозоров, Николай Захарович
Никола́й Заха́рович Про́зоров (27 июля 1907, Бийск — 2 июня 1988, Красноярск) — советский театральный актёр. Народный артист РСФСР (1957). Лауреат Государственной премии РСФСР имени К. С. Станиславского (1969).

## Биография
Родился 14 (27 июля) 1907 года в Бийске (ныне Алтайский край). В 12 лет, оставшись сиротой, работал сапожником, слесарем, учеником литейного цеха, рассыльным, чтобы прокормить себя и младшего брата. Позже работал расклейщиком театральных афиш, сапожником в театральных цехах, рабочим сцены, участвовал в массовых сценах. С 1927 года стал профессиональным артистом театра. 
В 1931 году, после службы в армии, устроился в Первый рабочий театр имени Черембасса, который через год переехал в Якутск, затем в Красноярск. В 1933 году был актёром в театре дорпрофсожа на станции Тайга.
В 1934—1937 годах играл в областном драматическом театре в Иркутске. 
В 1937—1988 годах служил в Красноярском драматическом театре имени А. С. Пушкина. В 1941 году ушёл добровольцем на фронт, сдав бронь депутата городского Совета в военкомат. Служил начальником Дома Красной Армии, демобилизовался в конце 1946 года. За годы работы в театре сыграл более двухсот ролей. Член ВКП(б) с 1941 года.
В 1970-е годы был председателем правления Красноярской организации Всесоюзного театрального общества. Избирался депутатом Красноярского городского и краевого Советов.
Скончался 2 июня 1988 года.

### Семья
- жена — Рахиль Полякова, концертмейстер в Красноярском театре имени А. С. Пушкина.

## Награды и премии
- заслуженный артист РСФСР (1953).
- народный артист РСФСР (1957).
- Государственная премия РСФСР имени К. С. Станиславского за исполнение ролей в спектаклях «На диком бреге», «Совесть», «Старик» в Красноярском драматическом театре им. А. С. Пушкина (1969).
- орден Ленина (1967).
- Почётный гражданин города Красноярска (1978).
- орден Красной Звезды (21.7.1943).
- два ордена Отечественной войны II степени (25.5.1945; 6.4.1985).
- медаль «За боевые заслуги» (11.10.1942).
- медаль «За победу над Германией в Великой Отечественной войне 1941—1945 гг.» (9.5.1945)

## Работы в театре
- «Любовь Яровая» К. А. Тренёва — матрос Швандя
- «Олеко Дундич» М. А. Каца и А. Г. Ржешевского — Олеко Дундич
- «Персональное дело» А. П. Штейна — Алексей Кузьмич Хлебников
- «Медвежий лог» М. Е. Кильчичакова — Орамай-агa
- «Дурочка» Л. де Веги — Октавио
- «Гроза» А. Н. Островского — Тихон
- «Ленинградский проспект» И. В. Штока — Скворец
- «На диком бреге» по роману Б. Н. Полевого — Литвинов
- «Гамлет» Шекспира — Могильщик
- «Совесть» Д. Г. Павловой — Якимов
- «Потерянный сын» А. Н. Арбузова — Охотников
- «Старик» М. Горького — Старик
- «Слуга двух господ» К. Гольдони — Труффальдино
- «Ревизор» Н. В. Гоголя — Иван Александрович Хлестаков
- «Сын полка» В. П. Катаева — Дмитрий Петрович Енакиев
- «Платон Кречет» А. Е. Корнейчука — окулист Стёпа
- «Человек в отставке» А. В. Софронова — Подрезов
- «Дети Ванюшина» С. А. Найдёнова
- «Двенадцатая ночь» Шекспира
- «Собака на сене» Л. де Веги
- «Лес» А. Н. Островского
- «Чти отца своего» В. В. Лаврентьева

## Память
- Мемориальная доска на доме, где Николай Прозоров жил в последние годы жизни (улица Красной Армии, 9/11). Установлена в июне 1991 года.[1]